# Élections législatives micronésiennes de 2017
Des élections législatives se tiennent aux États fédérés de Micronésie le 7 mars 2017. Il s'agit de renouveler dix des quatorze sièges du Congrès, le parlement fédéral monocaméral, au suffrage universel direct, pour un mandat de deux ans.

## Système politique et électoral
Les États fédérés de Micronésie sont une république fédérale et une démocratie parlementaire. Ayant obtenu leur indépendance vis-à-vis des États-Unis d'Amérique en 1986, ils ont conservé un modèle politique partiellement inspiré par les institutions fédérales américaines. Le Congrès, le corps législatif, compte quatorze membres. Dix d'entre eux sont élus tous les deux ans pour représenter les dix circonscriptions électorales uninominales que compte le pays ; ils sont élus au scrutin uninominal majoritaire à un tour. Les quatre autres, appelés « sénateurs », représentent chacun l'un des quatre États de la fédération : Yap, Chuuk, Pohnpei et Kosrae. Ils sont élus tous les quatre ans. Le scrutin de 2017 ne concerne pas ces quatre représentants fédéraux, élus en 2015.
Le nouveau Congrès procède ensuite à l'élection du président de la République parmi les quatre sénateurs fédéraux. Bien que les sièges des sénateurs ne soient pas renouvelés en 2017, le président Peter Christian devra conserver la confiance de la nouvelle assemblée issue de ces élections, afin de conserver la présidence de la République.
Il n'existe pas de partis politiques ; tous les candidats se présentent donc sans étiquette. Et bien qu'étant officiellement un État souverain, le pays demeure très dépendant des États-Unis d'Amérique, auxquels il demeure formellement lié par un « accord de libre association ».

## Contexte
L'existence d'un fort mouvement sécessionniste (paisible) à Chuuk, le plus peuplé des quatre États de la fédération, est l'un des principaux enjeux contextuels de cette élection. Un référendum sur l'indépendance de Chuuk devait se tenir le 3 mars 2015, mais a été reporté sine die par le gouverneur de l'État, Johnson Elimo.

## Résultats
Les résultats ont tardé à être proclamés à cause d'un retard de l'État de Chuuk dans la transmission des votes. Le 14 mars, le président Peter M. Christian se félicite du bon déroulement des élections, remercie les électeurs pour s'être déplacés, salue les candidats qui ont eu le désir de servir la nation et félicite ceux qui ont été élus.
Deux femmes sont candidates, mais échouent à se faire élire, l'assemblée restant intégralement masculine. Les résultats sont les suivants :
Huit des dix députés sortants sont réélus. Paliknoa Welly est automatiquement reconduit comme unique député de Kosrae, étant le seul candidat. Ferny Perman et Esmond Moses sont réélus députés de Pohnpei, tandis que Dion Neth succède à Berney Martin comme troisième député de cet État. Florencio Singkoro Harper, Victor Gouland, Tiwiter Aritos et Robson Romolow sont réélus députés de Chuuk ; Doresio Konman est également élu député de cet État, succédant à Bonsiano Nethon. Isaac Figir est réélu unique député de Yap.
|                       | Chuuk                                                                                    | Kosrae            | Pohnpei                                   | Yap            |
| --------------------- | ---------------------------------------------------------------------------------------- | ----------------- | ----------------------------------------- | -------------- |
| Sénateurs de district | Florencio Singkoro Harper Victor Gouland Doresio Konman Tiwiter Aritos Robson U. Romolow | Paliknoa K. Welly | Ferny S. Perman Dion Neth Esmond B. Moses | Isaac V. Figir |